# 設楽茂男
設楽茂男（しだら しげお）は、日本の写真家。東京都出身。
大山千賀子に師事し1988年に独立、ファッション写真を中心に活躍している。ボン・イマージュ所属後、1994年に設楽茂男事務所設立。

## 主な著作
- 『bitter sweet life』（光琳社出版、1998）
- 『MODEL DAYS 2004_SHIHO』（ソニー・マガジンズ、2003）
- 『月刊森下悠里』（新潮社、2008）